# Tóvölgyi Katalin
Tóvölgyi Katalin (Budapest, 1948. március 22. –) Gádor István-díjas keramikusművész. Édesanyja Redner Renée festőművész. A Jaschik Álmos Művészeti Szakgimnázium és Technikum kerámia szaktanára volt.

## Tanulmányai
- 1962-1966 Képző- és  Iparművészeti Gimnázium, kerámia szak. Mesterei: Sándor István, Lénárt Mihály.
- 1968-1973 Magyar Iparművészeti Főiskola (ma MOME), szilikát tanszék, kerámia szak. 1973-ban kerámia tervezőművész diplomát szerez. Mesterei: Csekovszky Árpád, Jánossy György, Földes Imre.

## Díjai
- 1973 Milánó, Triennálé, diploma
- 1980 Vallauris, diploma
- 1980 Faenza, diploma
- 1980 Budapest, BVM Faircrete pályázat, FIS, FKS 1.díj
- 2018 Gádor díj, MKISZ, Budapest

## Egyéni kiállításai
- 1979 Művelődési Központ, Dunaújváros
- 1979 Vártárlat, Budapesti Műszaki Egyetem kollégiuma, Budapest
- 1980 József Attila Művelődési Központ, Budapest
- 1980 Magyar Ház, Berlin
- 1982 Helikon Galéria, Budapest
- 1982 Tiszafüred
- 1991 Budatétényi Galéria, Budapest
- 1995 Gutenberg Művelődési Központ, Budapest
- 2008 Kőrösi Csoma Sándor Kulturális Központ, Budapest
- 2018 Józsefvárosi Galéria, Budapest

## Köztéri művei
- 1986 Fényeslitke, Általános Iskola, A Nyírség kultúrhistóriai családfája (samott, szitanyomásos dombormű)
- 1986 Budapest, Postaforgalmi Szakközépiskola, nagyméretű virágtartó rendszer
- 1988 Budapest, Magyar Hitelbank, konferenciaterem, függesztett félporcelán plasztikák
- 1988 Siófok, függesztett porcelán plasztikák
- 1989 Kecskemét, SOS-Gyermekfalu, házjelek (5 db homlokzati jel)
- 1990 Budapest, Kereskedelmi Szakközépiskola, homlokzati felirat és címer
- 1994 Budapest, Szemere u. 3-5., Általános Iskola, figurális homlokzati dombormű (samott)
- 2000 Enying, Szt. Kristóf (színezett samott körforgalmi jelplasztika)
- 2001 Császártöltés, Galambos kút (mázas samott, vasbeton, gres)Tóvölgyi Katalin, Galambos kút, Császártöltés, 2002

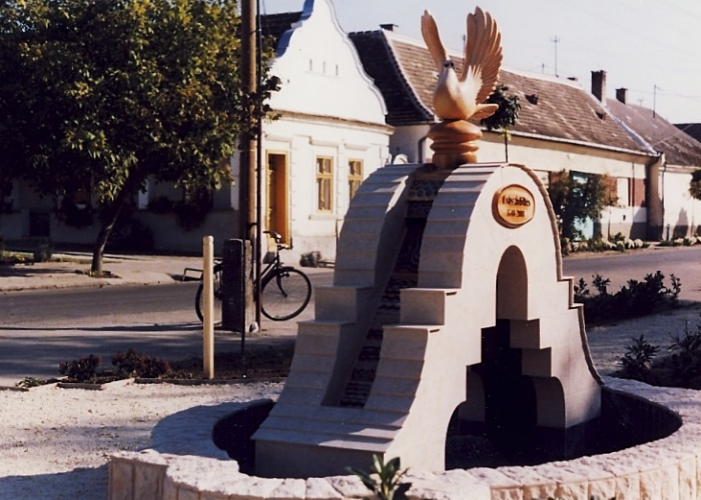
Tóvölgyi Katalin, Galambos kút, Császártöltés, 2002

## Képgaléria

Tóvölgyi Katalin műveiből
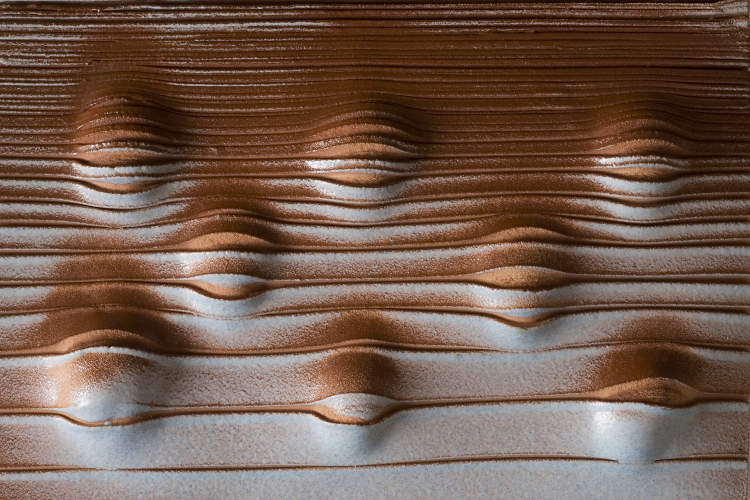
Tóvölgyi Katalin, Dombornyomások I.
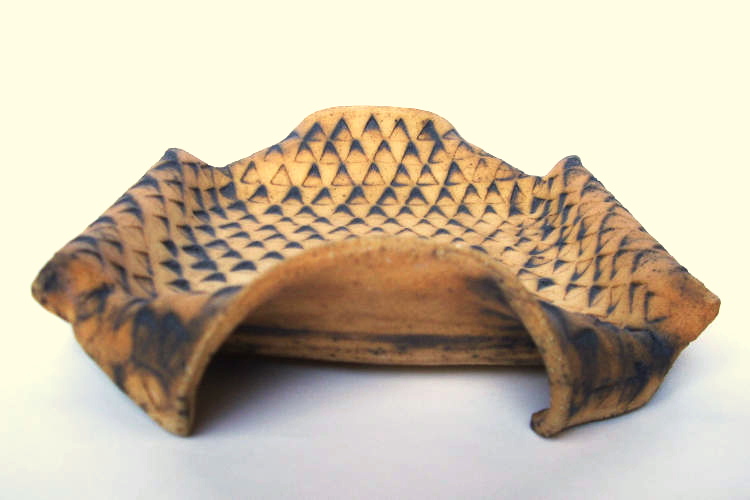
Tóvölgyi Katalin, tálca
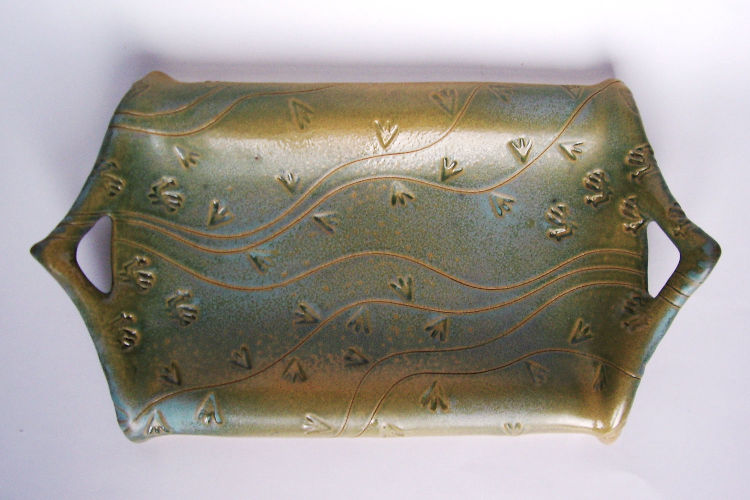
Tóvölgyi Katalin, tálca 2
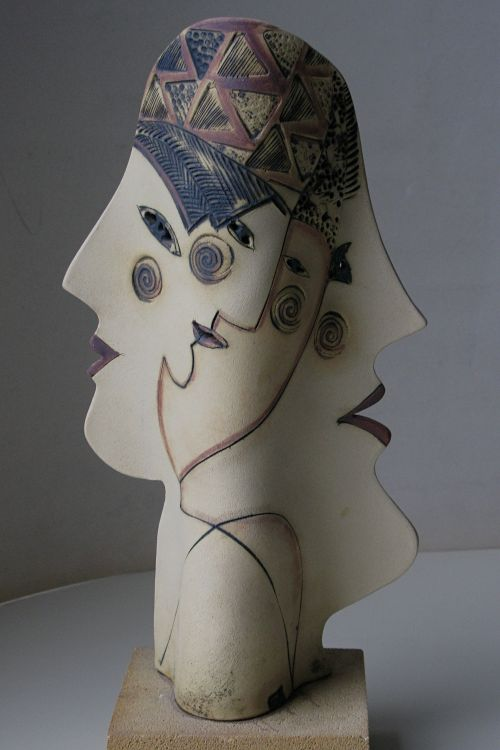
Tóvölgyi Katalin, Metamorfózis
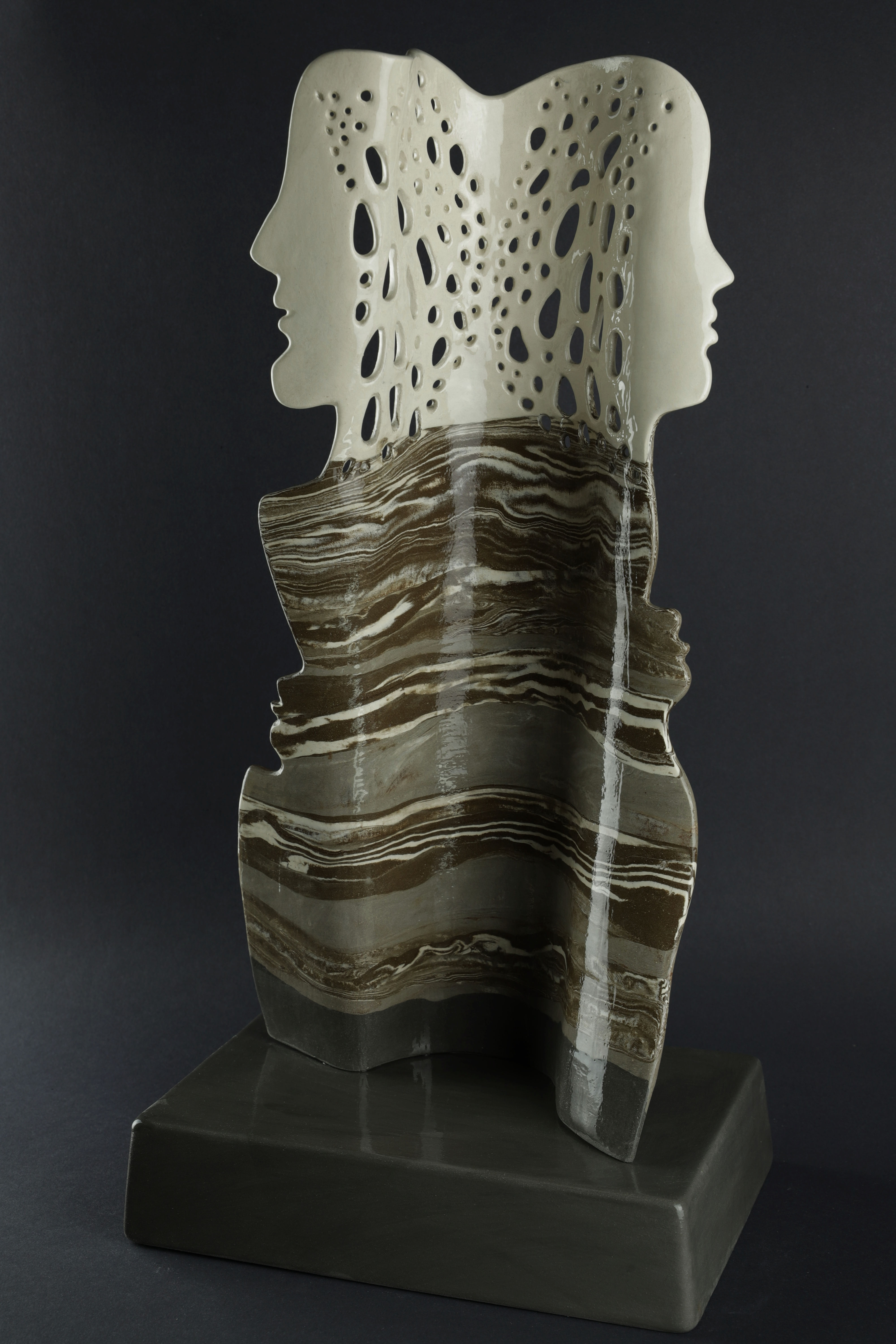
Tóvölgyi Katalin, Metamorfózisok (nerikomi technika)
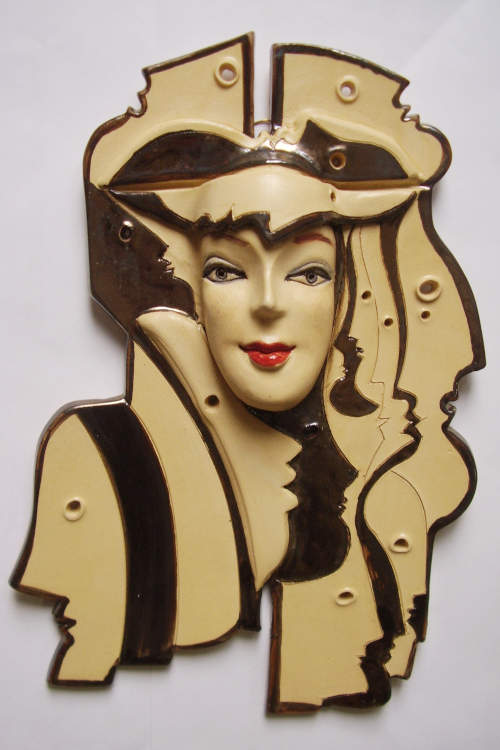
Tóvölgyi Katalin, fali maszk
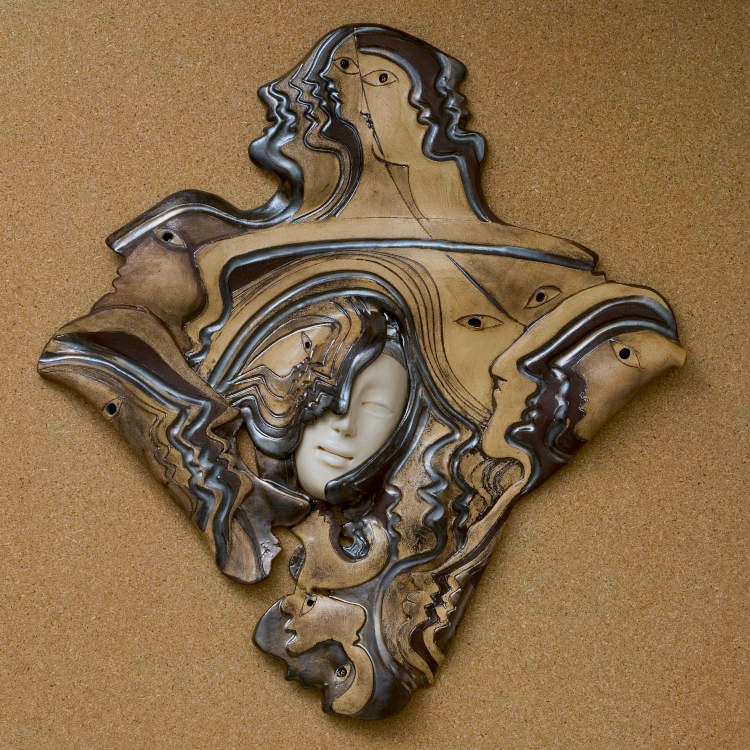
Tóvölgyi Katalin, fali maszk 2
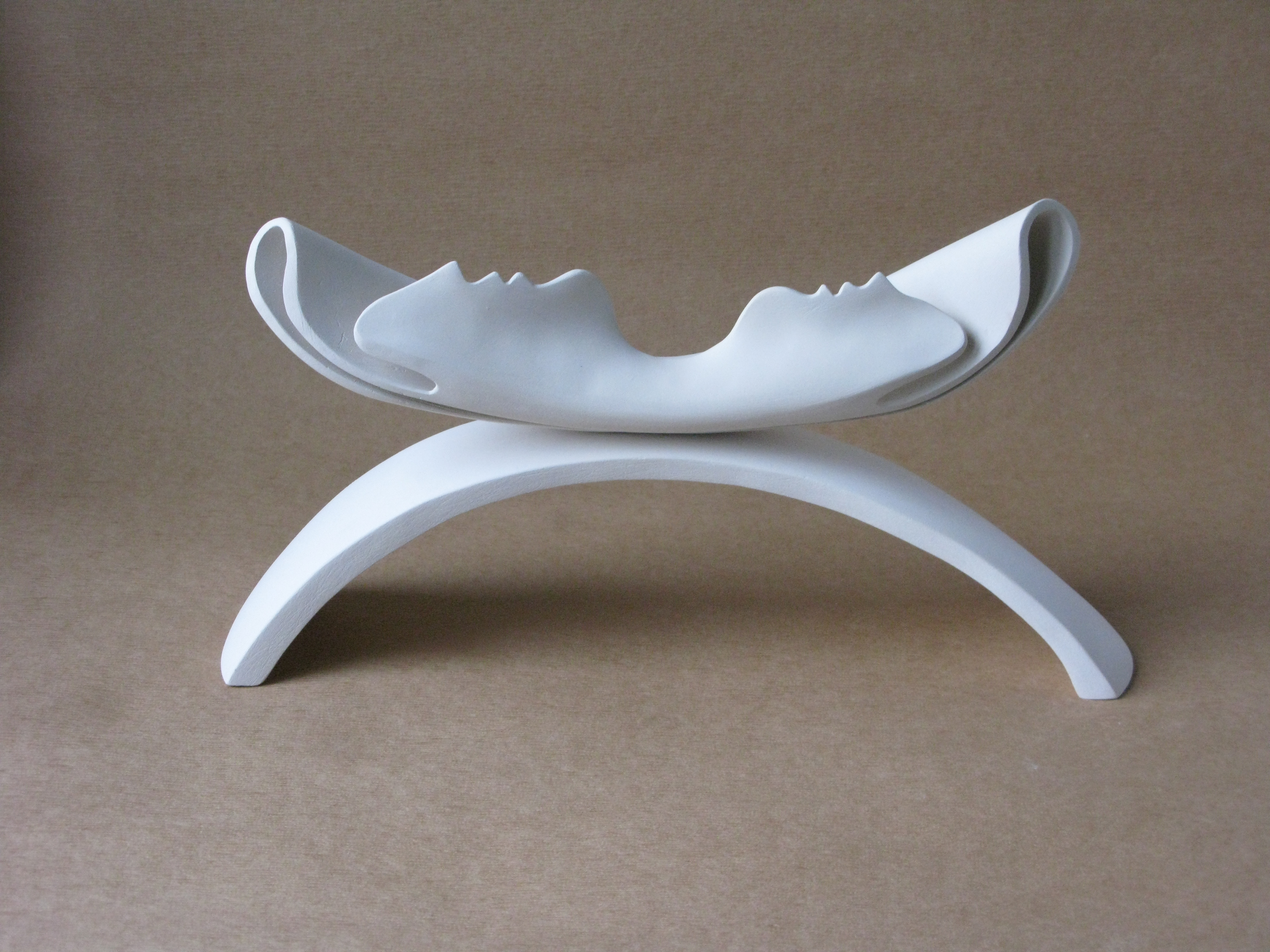
Tóvölgyi Katalin, Zenit
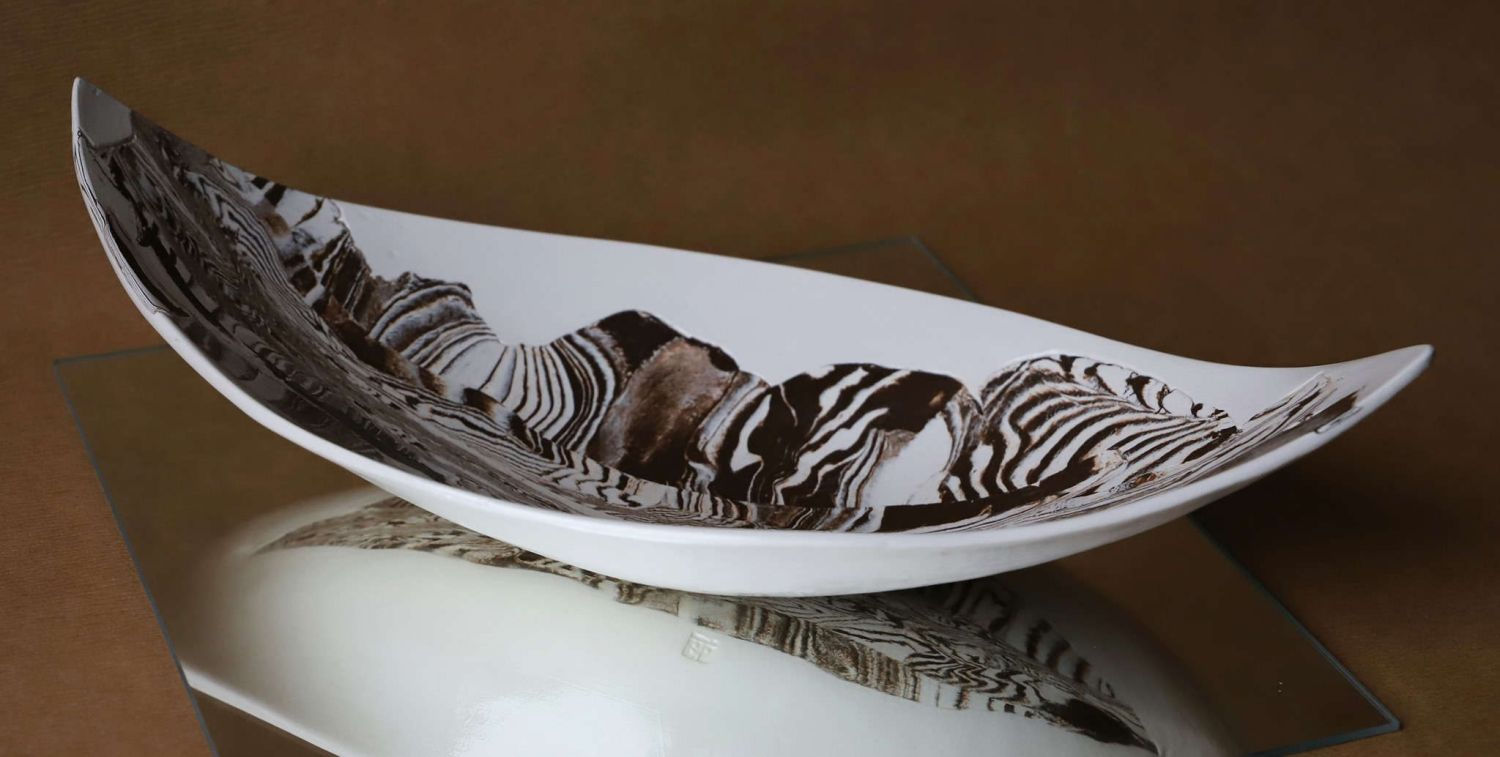
Tóvölgyi Katalin, csónak tál (nerikomi technika)